# 북크림 운하
북크림 운하(우크라이나어: Північно-Кримський канал, 러시아어: Северо-Крымский канал)는 우크라이나 헤르손주에서 크림반도로 흐르는, 물 공급을 위한 운하이다.
소비에트 연방이 크림반도를 러시아에서 우크라이나로 이양한 뒤인 1957년 착공해 1961년부터 1971년까지 세 단계에 걸처 개통했다. 2014년 러시아가 크림반도를 합병한 뒤 우크라이나는 물 공급을 차단했다. 2022년 러시아가 우크라이나를 침공하면서 댐을 폭파해 물을 다시 흐르게 했다.
2015년 조사에 따르면 2014년 물을 차단하기 이전에는 크림반도 물 사용량의 85%를 북크림 운하가 제공하고 있었다. 크림반도의 경작 면적도 2013년 130,000 헥타르에서 2017년 14,000 헥타르로 감소했으며, 물 공급이 제한되어 2021년에는 수도가 하루 3~5시간만 공급되기도 했다.

## 사진

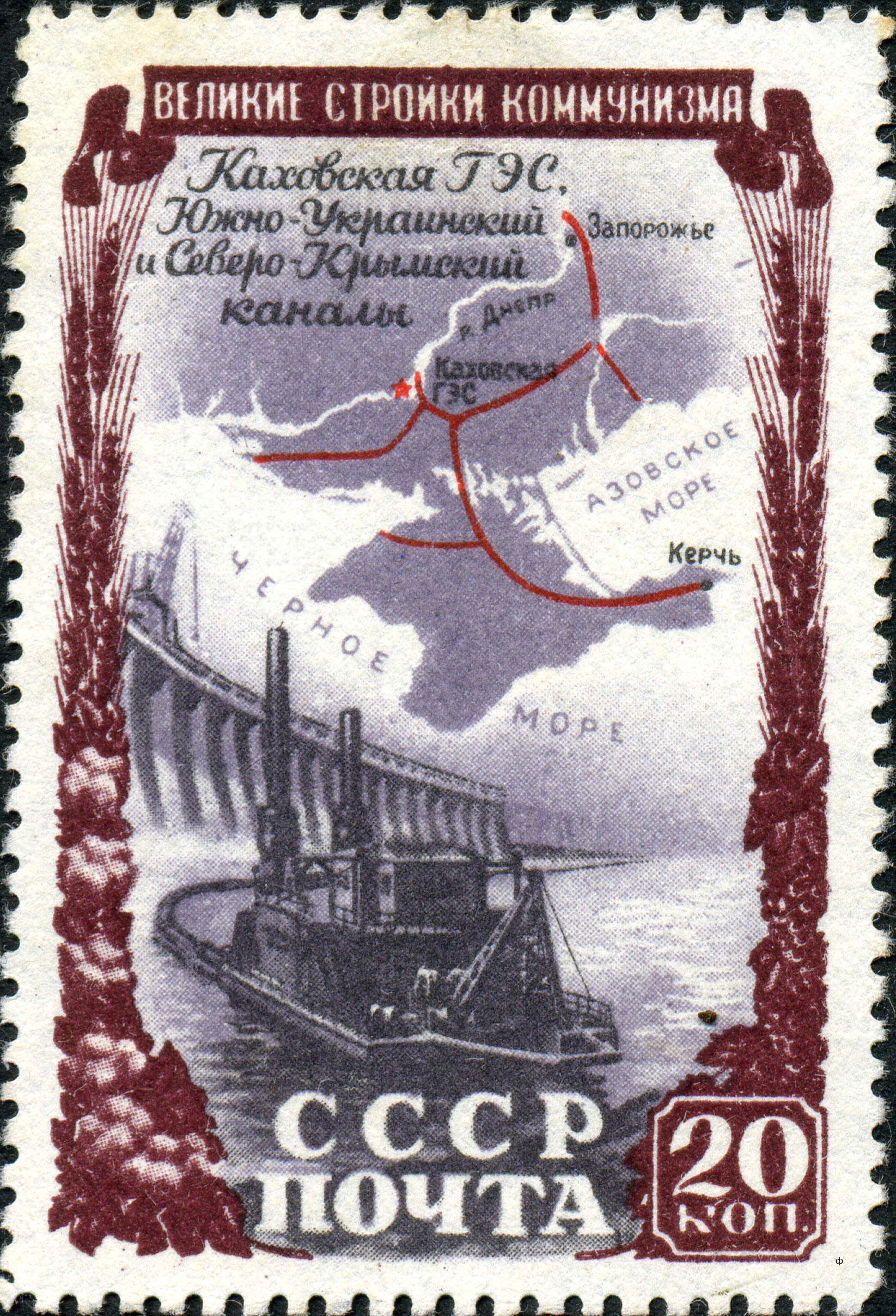
카호우카 수력발전소(영어판)와 크림반도 주변 운하망을 그린 소비에트 연방 우표. (1951년)
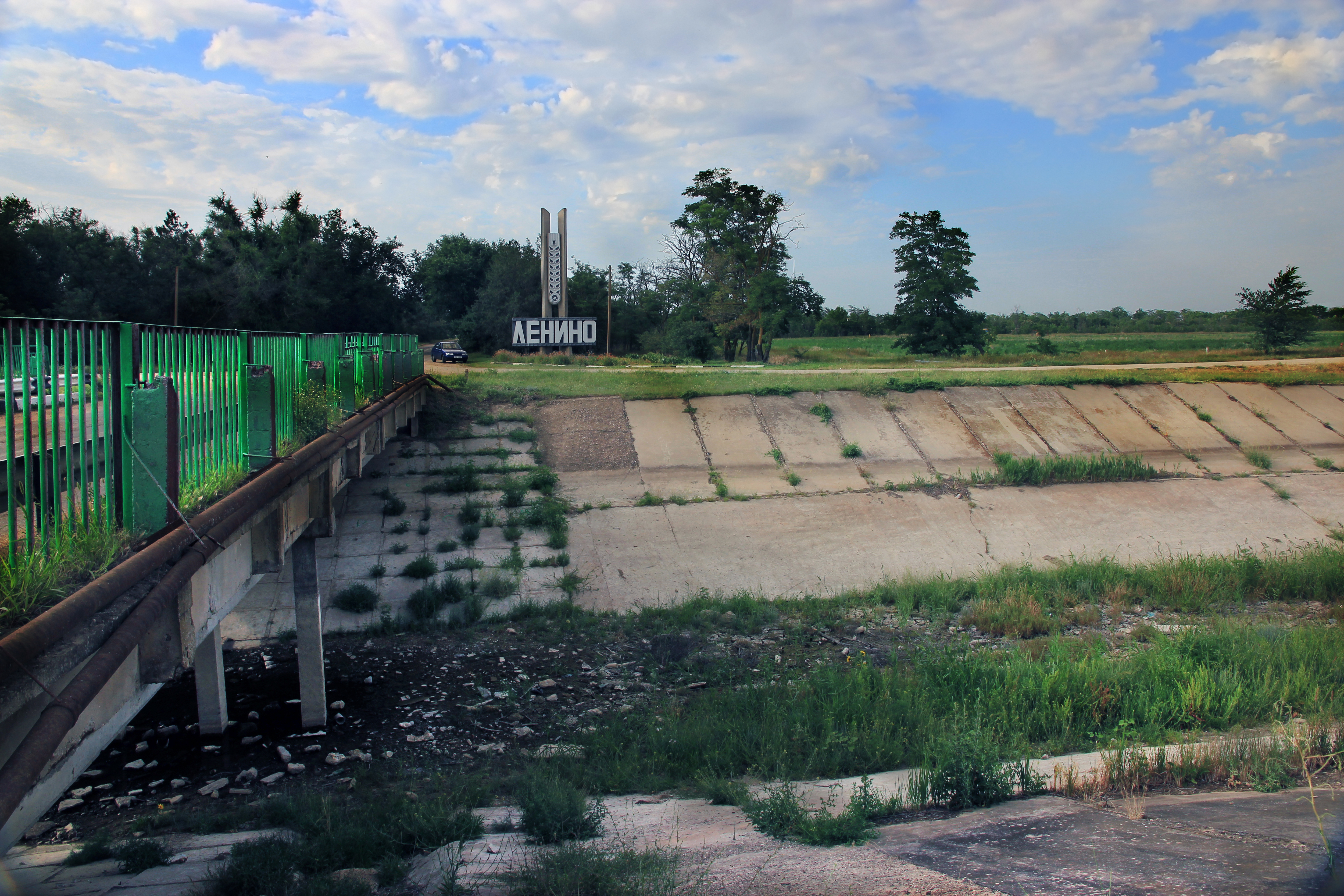
물 공급이 끊긴 운하 (2014년 촬영)
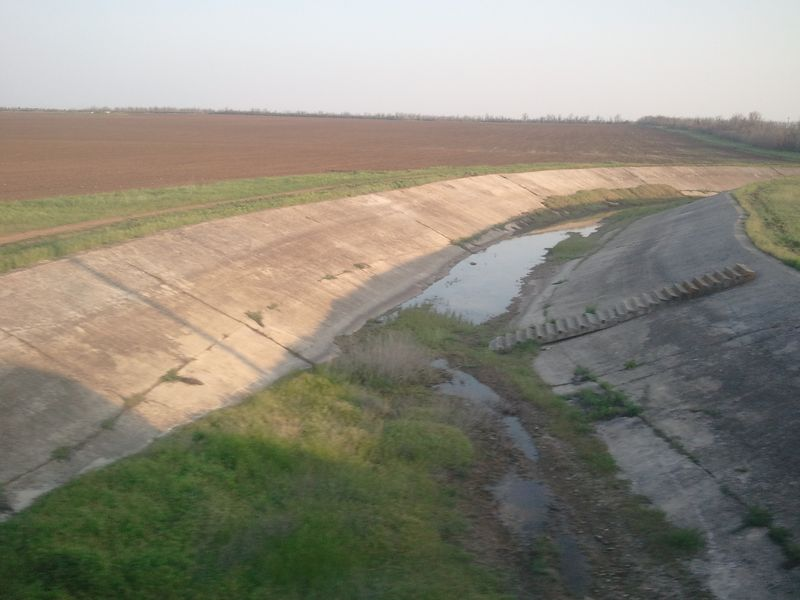
물 공급이 끊긴 운하 (2019년 촬영)

## 같이 보기
- 카호우카 댐 파괴